# Mamīz Āb
Mamīz Āb (persiska: ممیز آباد) är en ort i Iran.   Den ligger i provinsen Khorasan, i den nordöstra delen av landet, 800 km öster om huvudstaden Teheran. Mamīz Āb ligger 934 meter över havet och antalet invånare är 982.
Terrängen runt Mamīz Āb är kuperad norrut, men söderut är den platt. Terrängen runt Mamīz Āb sluttar söderut. Runt Mamīz Āb är det ganska glesbefolkat, med 35 invånare per kvadratkilometer. Mamīz Āb är det största samhället i trakten. Omgivningarna runt Mamīz Āb är i huvudsak ett öppet busklandskap.